# Novochopërskij rajon
Il Novochopërskij rajon (in russo Новохопёрский район?) è un rajon dell'oblast' di Voronež, in Russia; il capoluogo è Novochopërsk. Istituito nel 1928, ricopre una superficie di 2.340 km². 
Nel distretto si trovano due insediamenti di tipo urbano: Novochopërskij e Elan'-Kolenovskij.